# 上海交通大学卢湾校区
31°12′42″N 121°28′12″E / 31.2117°N 121.4700°E
上海交通大学卢湾校区，又称重庆南路校区，是上海交通大学的一个校区。该校区位于上海市黄浦区（原卢湾区辖境）重庆南路227号，被南北高架路分隔称东西两部分，西区主要为教学区域，东区主要为宿舍楼。校区西为思南路，北为合肥路，东为淡水路。
该校区原是天主教震旦大学校园，现校区西区北侧还有天主教圣伯多禄堂。1952年院系调整后成为上海第二医科大学校园，2000年二医大并入上海交通大学成立上海交通大学医学院后，其校园成为上海交通大学卢湾校区。

## 主要建筑
- 大礼堂（1928年）
- 老红楼（1936年）
- 二舍（1908年）
- 三舍（1911年）
- 四舍（1916年）
- 五舍（1922年）
- 长廊（1916年）